# Aeródromo Fundo El Carmen
El Aeródromo Fundo El Carmen (OACI: SCFK) es un terminal aéreo ubicado cerca de Chillán, en la Provincia de Diguillín, Región de Ñuble, Chile. Es de propiedad privada.